# World 1-1
World 1-1（ワールド1-1）は任天堂が1985年に発売したファミコンソフト『スーパーマリオブラザーズ』における最初のステージである。このステージは「プレイヤーが遊んで自然とこのゲームに適応できるようになるためのチュートリアル」としてデザインされている。ビデオゲームで最も有名なステージの1つであり、広く模倣されパロディ化されている。

## 設計

### 設計思想
第三世代のビデオゲームでは、ゲームの仕組みに関するチュートリアルはまれであり、代わりにプレイヤーはそのステージのデザインによって新しいビデオゲームに適応していた。『メトロイド』、『ゼルダの伝説』、『スーパーマリオブラザーズ』などのファミコンゲームの最初のステージは、プレイヤーがゲームの仕組みを学びながら進められるように設計されている。スーパーマリオブラザーズは、マリオの主人公としての初の横スクロールゲームであり、宮本茂がデザインした最初のゲームのひとつでもある。スーパーマリオブラザーズの第1ステージでは、プレイヤーに無差別に障害物を突きつけるのではなく、ステージを進めながらプレイヤーに接するように導くことで、さまざまな危険やオブジェクトを紹介している。
宮本は、プレイヤーが「自分のしていることを徐々に自然に理解する」ために必要なすべてのものを含み、より自由にプレイできるようにして、「自分のゲーム」になるようにWorld 1-1をデザインしたと説明している。

### 作製

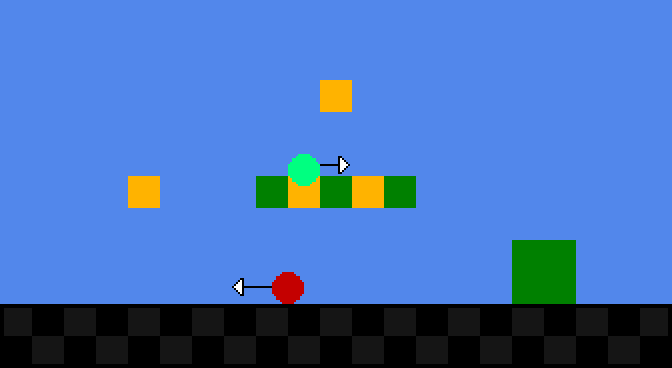
World 1-1の模式図。赤色の円がクリボー、緑色の円がキノコ。矢印はそれぞれの進行方向を示す。

ステージ開始時に、マリオを操作するプレイヤーは、ゆっくりと接近するクリボーに遭遇する。1UP.comによると、この最初の敵はジャンプすることで簡単に回避できるが、不慣れなうちは避けきれずにミスになってしまう可能性がある。ゲームの進行がほとんど失われないので、プレイヤーは失敗から学び、再試行することができる。このクリボーの先にはブロックが配置されており、そのうちのいくつかは金色になっている。金色のブロックの1つを下から叩くとコインが飛び出す。宮本によると、コインが出てくるのを見ると「プレイヤーを幸せにする」ので同じ操作を繰り返したくなるという。それによって2番目の金色のブロックを叩くとパワーアップアイテムのキノコが出てくる。プレイヤーはクリボーとの遭遇でキノコの形をした存在は避けるべき存在であることを学習し、おそらくプレイヤーはパワーアップしたキノコを避けようとするが、頭上に並んでいるブロックにぶつかって回避に失敗する。キノコに触れるとマリオのサイズと強さが増し、もう1つの前向きな補強になる。
このエリアの後には、飛び越えなければならない一連の4つの垂直な障害物(土管)がある。土管の高さはそれぞれ異なっており、ジャンプボタンを長く押し続けるほどジャンプが高くなることをプレイヤーに微妙に教える。さまざまなサイズの落とし穴に遭遇すると、プレイヤーは大きくジャンプして落とし穴を越えるためにボタンを使用して走る方法を見つけることがある。さらに宮本は一部の落とし穴に床を設置することで、マリオを死なせてプレイヤーにステージ全体を再プレイさせる代わりに、簡単に飛び出すことができるようにした。
World 1-1には、ボーナスステージにつながるワープ土管や、1UPキノコを含む隠しブロックなど、プレイヤーが再挑戦することで発見できるいくつかの秘密が含まれている。ワープ土管はプレイヤーがステージの大部分をスキップすることを可能とするため、経験豊富なプレイヤーは、ゲームを繰り返しリプレイする際により速く進むことができる。

## 反応
World 1-1は、非常に象徴的なビデオゲームのステージの1つとして引用されており、GamasutraのChrisKerrはそれを「伝説的」と述べている。Game RantのBoston Blakeは、World 1-1は「世界中のゲーマーの心の中でゲームへの愛に火をつけた」としてビデオゲームの中で最高のオープニングステージの1つであると評価した。そして、Paste MagazineのJon Irwinは「プレイヤーに遊び方を教えるマスタークラス」の様なステージだと述べた。
1UP.comのジェレミー・パリッシュは「ゲームの成功の多くは、プレーヤーがゲームを最初からマスターするための手段を与えていたという事実から生じたものだ。」と述べている。ゲームの後半で導入されるほとんどすべてのメカニズムは、World 1-1のメカニズムのバリエーションであり、のちのシリーズのゲームの最初のステージ(スーパーマリオブラザーズ3など)もWorld 1-1のメカニズムを拡張したものである。パリッシュはこのステージを「ビデオゲームの中で最も広く模倣され、参照され、パロディ化された一つのステージ」であると述べた。

### 派生
『スーパーマリオブラザーズ』で導入された「遊びで学ぶ」というデザイン哲学は、宮本の以降のすべてのゲームに実装されている。
World 1-1は、『スーパーマリオ 3Dワールド』の最初のステージなどの後のスーパーマリオのゲームに大きな影響を与えた。World 1-1のバリエーションは、『スーパーマリオメーカー』シリーズのファンによって頻繁に再現されている。例として数十本のファイアバーが追加される非常に難しいバージョン、垂直に登るバージョン、自動的に再生されるバージョンなどがある。